# AmGod
AmGod è un progetto di musica electro-industrial tedesco. Iniziò nel 1994 a Monaco di Baviera, come progetto collaterale della formazione yelworC. Il nome del gruppo è un anagramma di Dogma, ma può anche essere scomposto come I am god („Io sono Dio“).
Fino ad oggi sono usciti due album (uno dei quali disponibile solo via download da internet), un Live-CD e un Live-DVD. Le raccolte musicali il CD ed il DVD sono state pubblicate dalla vecchia editrice di yelworC e amGod, Celtic Circle Productions in un'unica raccolta. 
Da alcuni anni si riconosce come appartenente al gruppo Dominik van Reich a Monaco.

## Discografia
- 1994: Half Rotten And Decayed (MC)
- 1994: Half Rotten And Decayed (CD)
- 2000: Crime! (MP3) via Virtual-Volume)
- 2004: Half Rotten And Decayed-Box (3CD + DVD)

Il Box contiene:
- CD1: Half Rotten And Decayed (Re-Release)
- CD2: Crime! (Re-Release più abbuono)
- CD3: Live! (Mitschnitt di 5. Night of Darkness, al 25. giugno 1994 più abbuono)
- DVD: Live! (Mitschnitt di 5. Night of Darkness, al 25. giugno 1994)
- 2010: Dreamcatcher (2CD/3CD)

## Compilazione
- 2011: Fight! [Breakdown Mix] (Face the Beat Vol. 1)
- 2011: Wrong (Tribute to Depeche Mode Vol.II)
- 2010: Fight! [Breakdown Mix] (Sounds from the Matrix 11)
- 2010: Nightmare (Sonic Seducer 12/2010 Ausgabe)
- 2010: Stigmata [Traumatic Brain Injury Mix] (Electronic Body Matrix Vol. 1)
- 2010: Pain & Desire [Voyeuristic Grab] (Advanced Electronics Vol. 8)
- 2010: On the Hunt [Short Mix] (Zillo 11/2010 Ausgabe)
- 2010: Like a Prayer [Insanity Mix] (Sanity is Slavery)
- 2010: Deathrider (Old School Electrology Vol.1)
- 2010: On the Hunt [Short Mix] (Endzeit Bunker Tracks Act 5)
- 2009: On the Hunt [Short Mix] (Sounds from the Matrix 10)
- 2009: Fight! (Help Can't Wait)
- 1996: Silence Besides the Sun (Celtic Circle 4)
- 1995: Silence Besides the Sun (Life Is Too Short for Boring Music 6)
- 1995: Gismo [doGma 3 Remix] (Electronic Youth 3)
- 1995: Overlove (Moonraker 2)
- 1995: Data-Control [Remix] (Dion Fortune 4)
- 1995: Revolution [Orig. Mix] (Celtic Circle 3)
- 1994: Fire v.2 (Body Rapture 3)
- 1994: In the Orbit of a Comet (Celtic Circle 2)

## Nuovo creare
- 2011: Angels [Mind Dusted Vocal Mix] (per Blind Fold)
- 2011: Warped (per Neikka RBM)
- 2011: Chaotische Maschinenwelt [Dark Passion RMX] (per Psycho Machinery)
- 2011: Angels [Melody of Noise Grab] (per Blind Fold)
- 2011: Question [TB waved Mix] (per Acylum)
- 2011: Thermite [slumbering x-plosive mix] (per vProjekt)
- 2011: So Long [Never Surrender Mix] (per Krystal System)
- 2011: Valley of the Shadow [Dark Illusion Grab] (per Siva Six)
- 2011: Jiddish is a Zwillink [amGod Instrumental Remixxx] (per :WUMPSCUT:)
- 2011: Monster [Deep Graveyard Remixxx] (per Malakwa)
- 2011: Research [amGod Remixxx] (per Amnistia)
- 2010: Harshlizer [amGod Remixxx] (per Alien Vampires)
- 2010: Blacklist [amGod's Deathlist Scatter Mix] (per Experiment Haywire)
- 2010: Your God Has Left You Tonight (per Leæther Strip)
- 2010: Stille (per Kant Kino)
- 2010: Morphine Desire [Analgetic TB-Mix] (per Object)

## Assistente
- 2011: Parasthesie (Canto per Aiboforcen)
- 2010: Sterne (Canto per con Legacy of Music)